# Lämmerenhütte
Die Lämmerenhütte ist eine Schutzhütte der Sektion Angenstein des Schweizer Alpen-Clubs im Kanton Wallis in den Berner Alpen (Schweiz). Sie ist Ausgangspunkt für Wanderungen, Hochtouren und Skitouren und ist sowohl im Winter als auch im Sommer bewartet.

## Geschichte
1949 kaufte die SAC-Sektion Angenstein eine alte Militärbaracke am Fusse des Lämmerenhorns für einen symbolischen Preis von 1 Franken. 1971 wurde die baufällige Unterkunft durch einen Neubau ersetzt. Am 15. Februar 1990 wurde die zweite Lämmerenhütte durch eine Staublawine zerstört. Der Wiederaufbau erfolgte unmittelbar, konnte aus Sicherheitsgründen am gleichen Standort aber nicht verantwortet werden. Am 6. September 1992 wurde die dritte Lämmerenhütte am heutigen Standort in Betrieb genommen. Letztmals wurde die beliebte SAC-Hütte 2016 modernisiert und erweitert. Die im Februar 2017 wiedereröffnete Hütte bietet 96 Personen einen Schlafplatz.

## Lage und Betrieb
Die Lämmerenhütte befindet sich auf der Ostseite des Wildstrubelmassivs in einer Höhe von 2503 m ü. M. Die Hütte oberhalb von Leukerbad gehört zu den beliebtesten SAC-Berghütten und wird jährlich von rund 7500 Alpinistinnen und Alpinisten besucht. Dank der Gemmibahn von Leukerbad zum Gemmipass (2268 m ü. M.) ist die Hütte leicht zu erreichen und auch für Familien geeignet. Sie ist Ausgangspunkt für Wanderungen Richtung Leukerbad, Kandersteg und Adelboden. In unmittelbarer Nähe der Hütte finden sich zudem verschiedene Klettermöglichkeiten.
Die Schutzhütte liegt oberhalb der Lämmerenalp, nördlich liegt das Lämmerenhorn, östlich der Lämmerensee. In westlicher Richtung befinden sich der sowohl im Sommer als auch im Winter beliebte Ausflugsgipfel Wildstrubel (3244 m ü. M.) und der Wildstrubelgletscher. Im Süden liegen das Daubenhorn und das Schwarzhorn, in nordöstlicher Richtung sind das Balmhorn/Altels oder das Bietschhorn zu erblicken.

## Zustiege
- Vom Gemmipass (Normalroute) via Lämmerenboden in 2 Stunden, Aufstieg 250 Höhenmeter, Schwierigkeitsgrad T2
- Von Leukerbad (Normalroute) in 4 Stunden, Aufstieg 1110 Höhenmeter, Schwierigkeitsgrad T2 (weiss-rot-weiss markiert)
- Von Kandersteg in 6½ Stunden, Aufstieg 1510 Höhenmeter, Schwierigkeitsgrad T2
- Kandersteg-Sunnbüel in 4 Stunden via Schwarenbach–Daubensee–Gemmipass,  Schwierigkeitsgrad T2
- Adelboden-Engstligenalp in 4 Stunden via Chindbettipass–Rote-Totz-Lücke–Lämmerental (weiss-blau-weiss)
- Crans-Montana-Aminona in 7 Stunden via Cabane des Violettes–Les Outannes–Rothornlücke (weiss-rot-weiss)

## Übergänge
- Lenk
- Wildstrubelhütte
- Lötschenpasshütte

## Gipfeltouren
- Daubenhorn 2942 m
- Schwarzhorn 3105 m
- Schneehorn 3180 m
- Steghorn 3147 m
- Wildstrubelgruppe 3244 m

## Kartenmaterial
- Schweizer Bundesamt für Landestopografie swisstopo: Topografische Karten LK 1:25'000 Gemmi (Sommer) und LK 1:50'000 Wildstrubel (Winter)